# Cabrália Paulista
Cabrália Paulista é um município brasileiro do estado de São Paulo. Sua população estimada em 2014 era de 4.410 habitantes.

## Historia
O nascimento de Mirante, hoje Cabrália Paulista, teve sua origem quando as ferrovias Noroeste do Brasil e Paulista se emulavam pelo sertão, compreendido entre os rios Tietê e Paranapanema, rumo a oeste, para alcançar as barrancas do rio Paraná. 
Frutos naturais do progresso das vias férreas, varias cidade foram surgindo ao longo dos trilhos, dando margem à colonização do lugar, foi então que, em 1915, Antônio Consalter Longo, proveniente de Agudos, radicou-se em vasta área de terras, à margem esquerda do rio Alambari, 42 km de Bauru, pertencente originalmente ao coronel Rodrigues Alves. 
Antônio Consalter Longo, juntamente com Manoel Francisco Nascimento, doaram à Mitra Diocesana de Botucatu, uma área de vinte e dois Alqueires, onde foi criado o patrimônio de Mirante. 
Em 1920, foi inaugurado uma capela em louvor ao Senhor Bom Jesus, passando o povoado, a partir dessa data, á denominação de patrimônio do Senhor do Bom Jesus do Mirante. O povoado foi crescendo ao lado da igreja e, no ano de 1922, tornou-se Distrito de Paz com o nome de Mirante, do Município de Piratininga. 
O nome do Distrito foi alterado, em 1938, para Cabrália e posteriormente, Pirajaí. Voltou a adotar o Cabrália, acrescido de “ Paulista “- Cabrália Paulista, quando foi elevado à categoria de Município, em 1948.

### Heróis cabralienses
Três cabralienses foram convocados para compor a força expedicionária brasileira na Segunda Guerra Mundial: João Antonio de Lucas, Pio Gonsalves Ruiz e Antonio Aparecido (morador da Fazenda Arizona e que infelizmente morreu em combate na famosa Tomada de Monte Castelo).
Na década anterior, outro cabraliense já havia dado a vida – pela Constituição. Fernando Brancolino foi combatente na Revolução de 1932 e, quando os soldados cabralienses retornaram, Severino Coquemala, entre outros, o Fernando não apareceu. Sendo dado como morto em combate.
Fernando Brancolino, herói constitucionalista anos depois foi homenageado com o nome da Praça localizada no Núcleo Habitacional Antonia Orlato Madrigal II. 

### Formação administrativa
Distrito criado com a denominação de Mirante, por Lei no 1893, de 16 de dezembro de 1922, no Município de Piratininga. 
Decreto-lei Estadual nº 9775, de 30 de novembro de 1938 o Distrito de Mirante passou a denominar-se Cabrália 
Decreto-lei Estadual no 14334, de 30 de novembro de 1944, altera a denominação do Distrito de Cabrália para Pirajaí. 
Elevado à categoria de Município com denominação de Cabrália Paulista, por Lei Estadual nº 233, de 24 de dezembro 1948, desmembrado de Piratininga. Constituído do Distrito Sede. Sua instalação verificou-se no dia 27 de março de 1949. 
Fixado o quadro territorial para vigorar no período de 1949-1953, o Município figura com o Distrito Sede. 
Em divisão territorial datada de 01-VII-1960, o Município é constituído do Distrito Sede. 
Assim permanecendo em divisão territorial datada de 15-VII-1997.

## Demografia
Dados do Censo - 2000
População Total: 4.656
- Urbana: 3.992
- Rural: 664
- Homens: 2.332
- Mulheres: 2.324

Densidade demográfica (hab./km²): 19,46
Mortalidade infantil até 1 ano (por mil): 19,32
Expectativa de vida (anos): 69,47
Taxa de fecundidade (filhos por mulher): 2,56
Taxa de Alfabetização: 88,64%
Índice de Desenvolvimento Humano (IDH-M): 0,743
- IDH-M Renda: 0,655
- IDH-M Longevidade: 0,741
- IDH-M Educação: 0,834

(Fonte: IPEADATA)

## Geografia
Localiza-se a uma latitude 22º27'20" sul e a uma longitude 49º20'15" oeste, estando a uma altitude de 539 metros. Possui uma área de 239,20 km².

## Infraestrutura

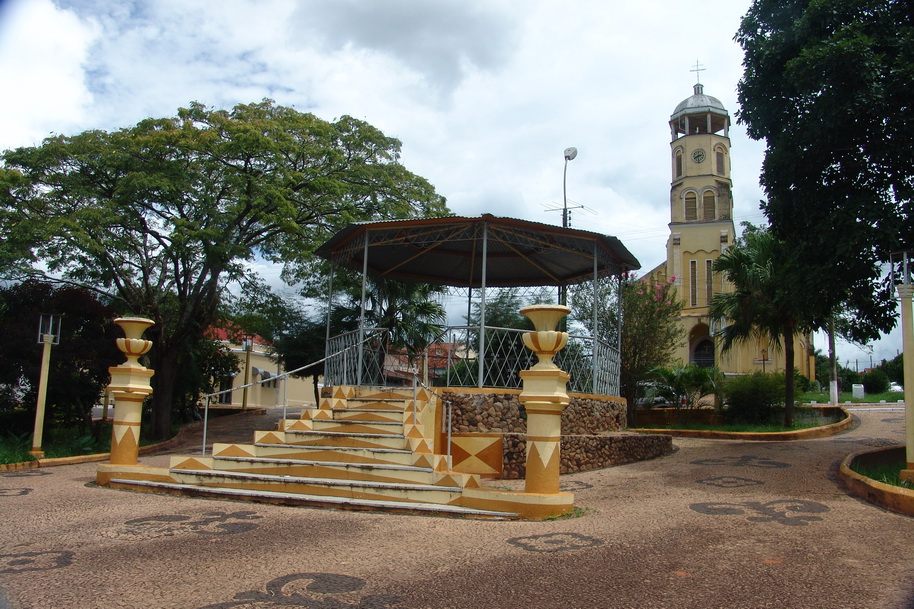
Jardim Municipal/Coreto/Igreja Matriz

### Educação
Escola Técnica
- ETEC Astor de Mattos Carvalho

Escola Estadual
- EE Senador Rodolfo Miranda

Escola Municipal
- EMEF Professor Ivani Cotobias Pimentel Maranho

Escola Particular
- Creche e Berçário Santa Maria Goretti

### Comunicações
O sistema de telefones automáticos foi inaugurado na cidade em 1974 pela Telecomunicações de São Paulo (TELESP), que também implantou o sistema de discagem direta à distância (DDD) em 1988 com o código de área (0142). Anteriormente a cidade era atendida pela Companhia Telefônica Brasileira (CTB).
Na década de 90 o código DDD da cidade foi alterado para (014), para padronização do sistema telefônico com a telefonia celular que estava sendo implantada em todo o estado.

## Economia
A principal atividade econômica da cidade é a fabricação de urnas funerárias, sendo conhecido como a capital brasileira do caixão.

## Religião
O Cristianismo se faz presente na cidade da seguinte forma:

### Igreja Católica
O município pertence à Diocese de Bauru, tendo como bispo Dom Frei Caetano Ferrari.

### Igrejas Evangélicas
- Assembleia de Deus Ministério do Belém.[12][13]
- Congregação Cristã no Brasil.[14]